# Salambó
Salambó (Salammbô en francés) es una novela histórica escrita por Gustave Flaubert. 
Fue publicada por primera vez en 1862. La acción de la obra tiene lugar en el siglo III a. C. en el territorio de Cartago, durante la conocida como Guerra de los Mercenarios, ocurrida poco después de la derrota cartaginesa frente a los romanos en la primera guerra púnica.
Al igual que la novela anterior del mismo autor, Madame Bovary, esta obra tuvo una gran acogida y consolidó la reputación de Flaubert como novelista. La novela, en su esfuerzo por resucitar la olvidada cultura cartaginesa, mencionó cuantos detalles pudo el autor recopilar en los libros de historia y ofreció minuciosas y coloristas descripciones de la vida cotidiana de Cartago, de sus costumbres y atavíos, descripciones que, a su vez, ejercieron una cierta influencia sobre la moda francesa contemporánea.
Casi todos los personajes principales de la novela son históricos. Del lado cartaginés sobresalen Amílcar Barca y su joven hijo Aníbal, y los generales Hannón y Giscón. Por parte los mercenarios, tanto sus jefes, Matho, Espendio, Autarito como el númida Narr'Havas también existieron. Solo la protagonista principal, Salambó, supuesta hija de Amílcar y hermana mayor de Aníbal, es ficticia. Es un personaje que Flaubert tuvo que inventarse para poder articular en torno a ella una trama amorosa que animara la novela. 
Si bien la trama amorosa es ficticia, no lo son así los hechos militares, con su sucesión de revueltas, batallas, asedios, armas y máquinas de guerra. Y en cuanto a los detalles geográficos y la reconstrucción del aspecto urbano de Cartago, Flaubert hace grandes esfuerzos por inventar lo menos posible, limitándose a dar vida a los datos históricos y a los restos arqueológicos.

## Personajes

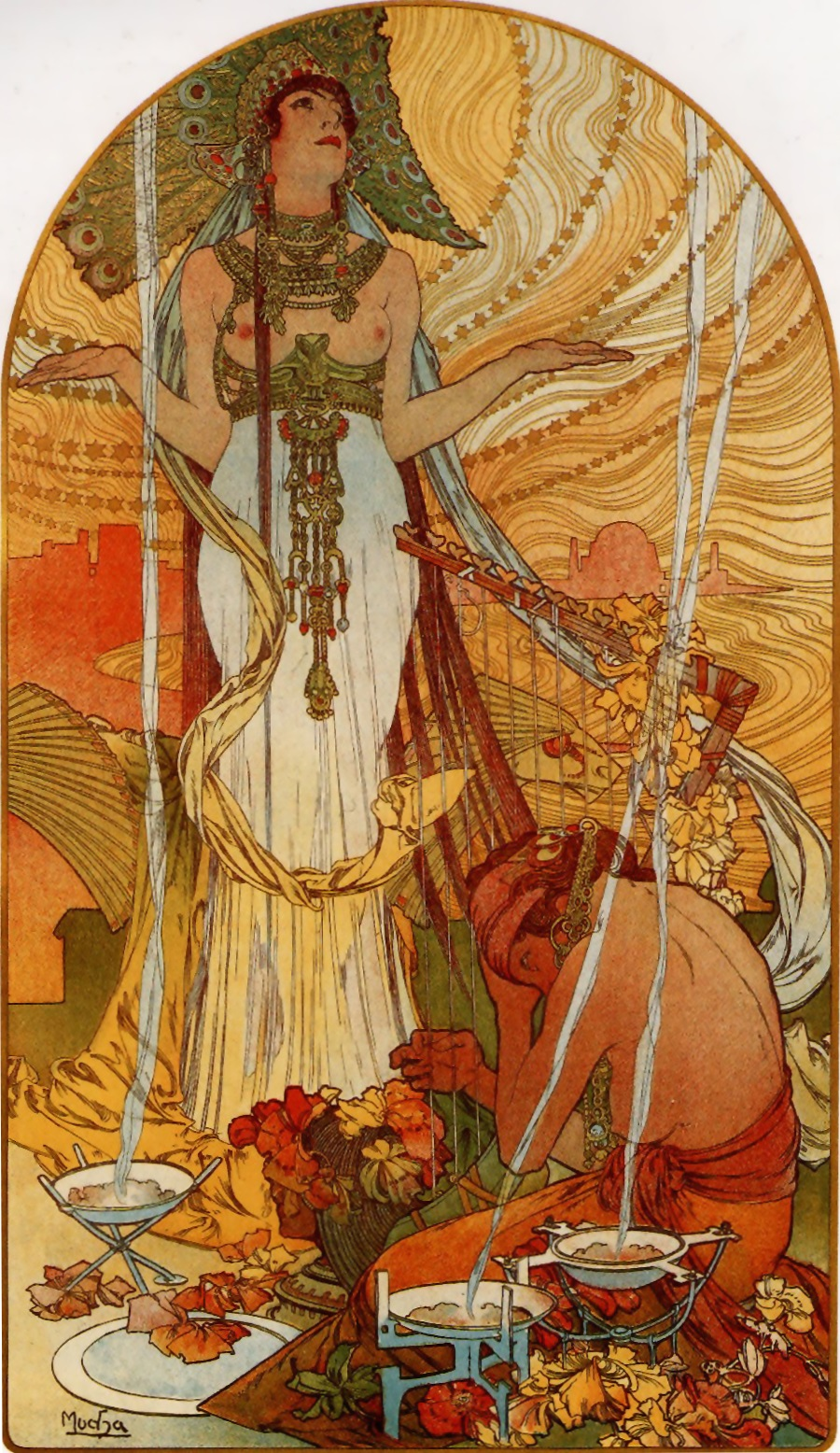
«Salambó», de Alfons Mucha (1896).

### Cartagineses
- Abdalonim, intendente mayor de Amílcar.
- Amílcar Barca, sufeta y general cartaginés, lideró a los mercenarios contra los romanos, antes de los acontecimientos del libro, y es el principal jefe militar de los cartagineses contra los mercenarios sublevados.
- Aníbal, joven hijo de Amílcar, de unos nueve años en la novela.
- Demonades, criado de Hannón.
- Giddenem, encargado de los esclavos de Amílcar.
- Giscón, general cartaginés.
- Hannón, sufeta y general cartaginés, que Flaubert caricaturiza al presentarlo como obeso, enfermo y decadente.[4]
- Iddíbal, viejo criado de Amílcar.
- Salambó, hija de Amílcar, sacerdotisa de la diosa Tanit.
- Schahabarim, eunuco, sumo sacerdote de Tanit, y maestro espiritual de Salambó.
- Taanach, antigua nodriza y esclava de confianza de Salammbô.

### Bárbaros
- Autarito, jefe de los mercenarios galos.
- Espendio (Spendius o Spendios), esclavo campanio huido de los romanos, capturado prisionero en la batalla de las Egadas, quien se convierte en amigo de Matho. Es uno de los jefes de los mercenarios durante la revuelta.
- Matho (Matón), mercenario libio de gran complexión y estatura, jefe principal de los mercenarios.
- Narr'Havas (así escribe Flaubert el nombre Naravas), príncipe de los númidas, inicialmente aliado de Cartago, luego aliado de los mercenarios y, por último, enemistado con ellos y aliado de nuevo de Amílcar.
- Zarxas (Zarza), jefe de los honderos baleares.

## Argumento

### Sinopsis
En la segunda mitad del siglo III a. C., Cartago forma un ejército de mercenarios bárbaros para enfrentarse a Roma. Tras ser derrotada en la conocida como primera guerra púnica, Cartago tiene que indemnizar a los romanos con unas cantidades tales que queda imposibilitada para pagar la soldada debida a su propio ejército. Los bárbaros se sublevan y se vuelven contra Cartago en la que es conocida como guerra de los mercenarios. 
Salambó, la protagonista ficticia, es una sacerdotisa hija de Amílcar Barca, el principal general cartaginés. Salambó es objeto de la obsesiva lujuria de Matho, jefe principal de los mercenarios. Con la ayuda de Espendio, Matho roba el velo sagrado de Cartago, el zaimph. Este es un velo ornamentado y enjoyado que envuelve la estatua de la diosa Tanit en el sanctasanctórum de su templo: el velo es considerado guardián espiritual de la ciudad y tocarlo trae la muerte a quien lo haga.

### Detalle

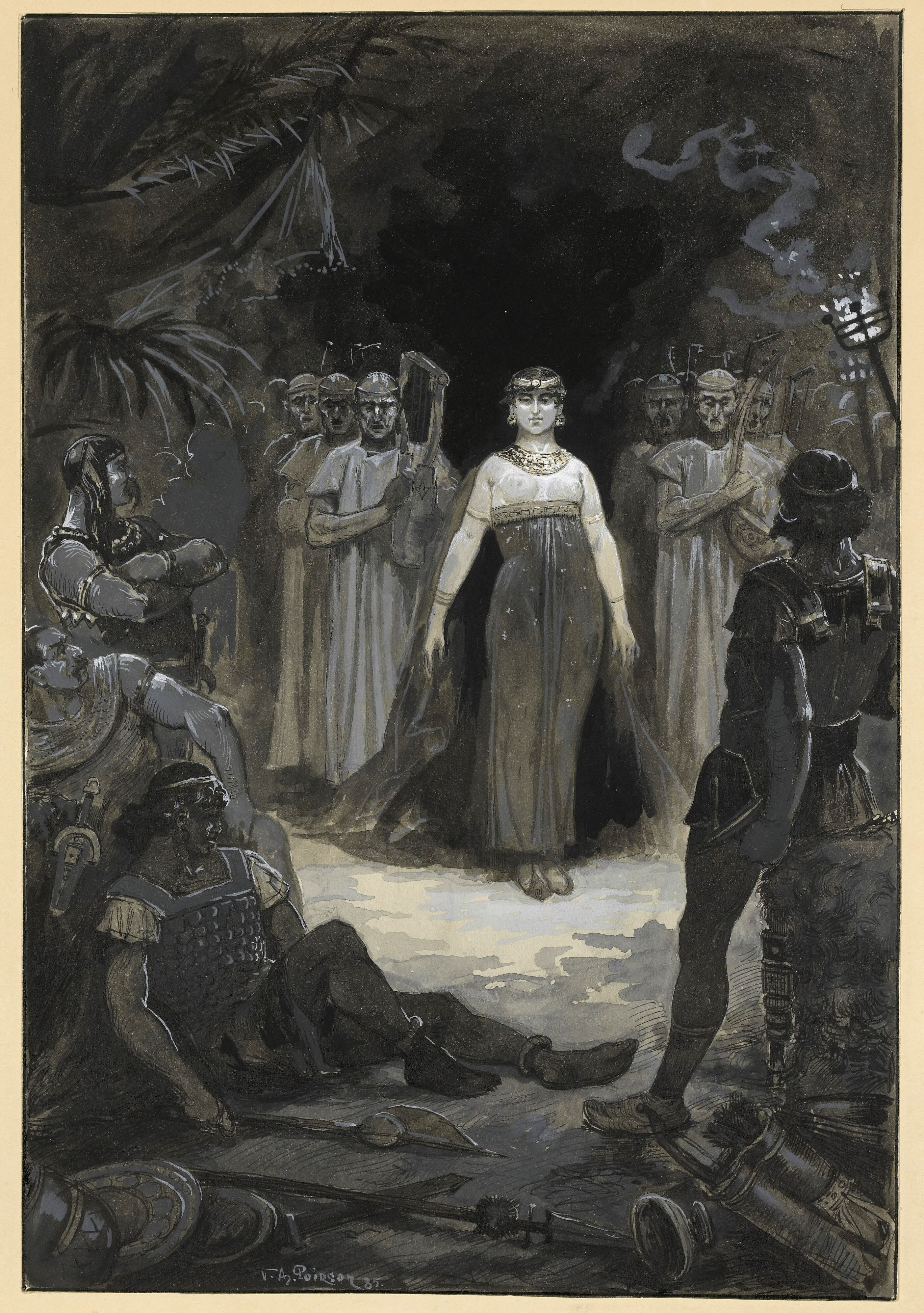
Grabado de Victor-Armand Poirson (1887): Salambó avanza entre los capitanes bárbaros.

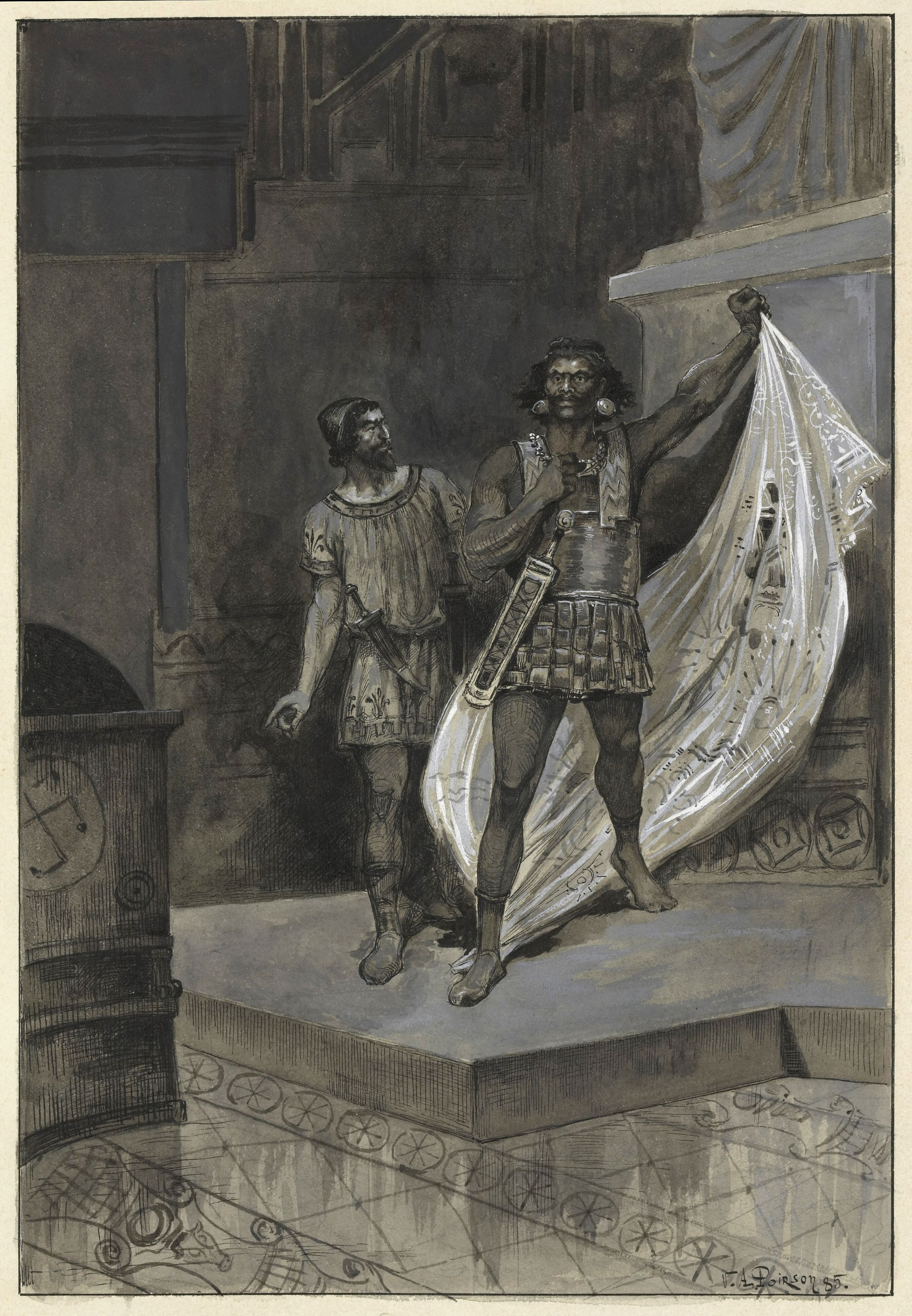
Grabado de Victor-Armand Poirson (1887): Espendio, Matho y el zaimph.

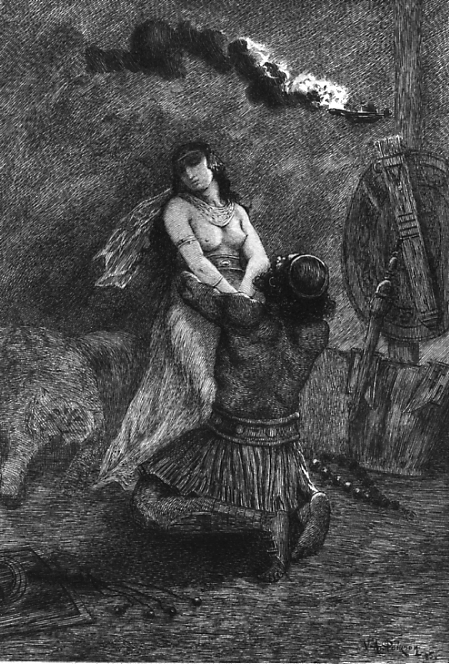
Grabado de Victor-Armand Poirson (1887): Matho sorprendido por la aparición de Salambó en su tienda.

- Capítulo 1: «El festín».

Ya que el gobierno de Cartago tiene dificultades para pagar a los mercerarios, decide festejarlos con un banquete mientras se allegan los fondos necesarios. Estando Amílcar ausente, en misión militar, el gran consejo decide utilizar el jardín de su palacio como lugar del festín, que se sufragará a costa de sus bienes. Los mercenarios se emborrachan y destrozan el jardín y otras dependencias. Aparece Espendio, un esclavo recluido en la ergástula del palacio, que es liberado los mercenarios. Interviene el general Giscón para intentar frenar a los bárbaros que quieren apropiarse de las copas de la Legión sagrada. Aparece también la hija de Amílcar, Salambó, que recrimina a los mercenarios sus destrozos e intenta aplacar los ánimos. Dos hombres se fijan en ella: Narr'Havas, jefe númida huésped de Amilcar, y el libio Matho que, al verla, se enamora perdidamente. Salambó ofrece una copa a Matho, lo que para el númida significa promesa de matrimonio. Irritado, Narr'Havas, que también la pretende, lanza una jabalina a Matho, que le atraviesa el brazo. En el tumulto que se produce, Salambó desaparece en su palacio. Matho trata en vano de seguirla. Espendio se pone al servicio de Matho e intenta convencerlo de que, al frente de todos, tome y saquee el palacio primero, y Cartago después, cobrandose así las soldadas atrasadas y logrando obtener a Salambó.
- Capítulo 2: «En Sicca».

Los mercenarios son invitados por los gobernantes de Cartago a abandonar la ciudad y dirigirse a la ciudad sagrada de Sicca, donde se les abonará las pagas que se les deben. Mientras esperan en Sicca al enviado cartaginés, Espendio observa cómo Matho está atrapado obsesivamente por el recuerdo de Salambó, del que no logra librarse. Una tarde llega, obeso y enfermo de lepra, el sufeta Hannón, quien, expresándose solo en lengua púnica, trata de convencer a los bárbaros del mal estado de las finanzas de Cartago. Espendio, aprovechándose de que los mercenarios no entienden la lengua de Hannón, los manipula y subleva contra Cartago. Se inflama la revuelta y Hannón tiene que salir huyendo en un asno —pues su litera y comitiva han sido saqueadas—. Llega Zarxas con la noticia de la traicionera masacre, perpetrada por los habitantes de Cartago, de 300 honderos baleares que se habían quedado atrás. Los bárbaros, irritados, deciden volver a Cartago.
- Capítulo 3: «Salambó».

Mientras, Salambó, acompañada de su esclava Taanach, sube una noche a una azotea del palacio de Amílcar e invoca a la diosa Tanit. El autor hace de ella un retrato paradójico en la que conviven rasgos de fecundación y de destrucción. También hace un retrato de sí misma, de sus deseos y aspiraciones, todo fuego y languidez. Educada en solitario para un matrimonio pactado lejos de toda devoción popular, desea ardientemente ver la estatua de Tanit, pero se presenta en la azotea Schahabarim, el gran sacerdote de la diosa, y la disuade, pues hay castigo de muerte para los que contemplan la efigie de la diosa. A lo lejos divisan a los bárbaros acercándose a Cartago.
- Capítulo 4: «Bajo las murallas de Cartago».

El ejército de los mercenarios llega ante Cartago y se instala ante las puertas de la ciudad, que se mantienen cerradas. Descripción de Cartago, de sus numerosos templos y de los ídolos horrendos que alojan. Una delegación del gran consejo va a negociar directamente con los bárbaros, cuyas exigencias son elevadas, al igual que lo habían sido las promesas de Amílcar durante la guerra con los romanos. Empiezan por reclamar víveres, a cuenta de lo que se les debe, y suben sus exigencias hasta reclamar la cabeza de Hannón. Para apaciguarlos, el consejo envía al general Giscón, que empieza a pagarles, pero Espendio y Zarxas abortan el desembolso y logran reavivar la rebelión. En medio de la revuelta, Giscón es hecho prisionero y desaparece. Los cartagineses que le acompañan son arrojados al foso de las inmundicias y mantenidos presos. Por su parte, Espendio y Matho quieren ir en solitario al tempo de Tanit, pero la ciudad está cerrada. Espendio se ofrece a encontrar una vía de entrada y Matho se compromete a seguirle si lo logra. Al final, los dos, deslizándose entre las piedras del acueducto que abastece de agua a la ciudad, logran penetrar a escondidas en Cartago.
- Capítulo 5: «Tanit».

Camino del templo, Espendio confiesa a Matho que quiere robar el zaimph, el velo sagrado e intocable de la diosa Tanit, que pasa por  hacer invencible a Cartago. Matho queda aterrado, pero le sigue a pesar de todo. Entran en el templo, donde entreven una gran serpiente negra, y se apoderan del velo. Matho se lo ciñe alrededor y, transfigurado, quiere ir a ver a Salambó para regalarle el velo. Les sorprende un sacerdote. Espendio lo apuñala y ambos huyen hacia el palacio de Amílcar, donde encuentran a Salambó dormida. Cuando se despierta, Matho le declara su amor. Salambó queda fascinada por el velo y se lo pide a Matho, pero cuando cae en la cuenta del sacrilegio cometido, da la voz de alarma. Espendio logra huir por un acantilado y a nado llega al campamento de los mercenarios. Matho, con el velo arropado a su cuerpo, escapa a sus perseguidores y huye por una de las puertas de la ciudad, que logra entreabrir.
- Capítulo 6: «Hannón».

El númida Narr'Havas llega al campamento para aliarse con Matho, a quien el robo del zaimph ha hecho famoso. Se generaliza la rebelión entre los pueblos sometidos a Cartago a quienes se envían emisarios que obtienen hombres y dinero. Con el dinero, a sugerencia de Espendio, Matho termina de pagar los atrasos a los mercenarios y estos, a su vez, le nombran schalischim, general en jefe. Dos ciudades de origen fenicio rehúsan la alianza con los bárbaros. Estos dejan Cartago y se dividen para atacarlas: Espendio asedia Útica y Matho, Hippo-Zarita (la actual Bizerta). Narr'Havas vuelve a Numidia y promete traer elefantes. Autarito y sus galos permanecen frente a Túnez. Mientras tanto, Cartago da el mando supremo militar a Hannón quien alista a todos los ciudadanos y prepara los elefantes. Con ellos logra derrotar a los mercenarios de Espendio y ocupar Útica, pero tiene que abandonarla cuando llegan las fuerzas combinadas de Matho y Narr'Havas, que derrotan al ejército cartaginés con grandes pérdidas (otoño de 241 a. C.). Hannón huye hacia Cartago donde se le retira el mando.
- Capítulo 7: «Amílcar Barca».

Amílcar Barca llega en su navío. Sus partidarios le informan de la derrota militar de Cartago. Iddibal, uno de sus esclavos, viene a hablarle de su hijo pequeño, Aníbal, que él educa en secreto en una finca fuera de Cartago. Posteriormente se dirige al templo de Moloch, donde se reúne el Consejo de Ancianos y donde Hannón le hace responsable, por su ausencia, de las derrotas recientes. Tiene que escuchar insidias políticas —como la acusación de querer hacerse rey— e insidias personales —como el rumor de que su hija, Salambó, se habría acostado con un bárbaro—. Los Ancianos le ofrecen el mando militar, que Amílcar rehúsa. Vuelve a su palacio aún destrozado por el festín de los mercenarios. Se describen sus tesoros y sus riquezas en hombres y en bienes; también se describen los destrozos, los saqueos, la ergástula vaciada, los elefantes salvajemente mutilados. Por la noche, ante el Consejo, Amílcar acepta el mando militar.
- Capítulo 8: «La batalla del Macar».

Amílcar prepara en Cartago su ejército y sus elefantes pero, inopinadamente, difiere el momento de la partida. Se le ve salir solo a reconocer el terreno. Pero una noche lleva a su ejército, por un camino enfangado y peligroso, hasta el puente sobre el río Macar (hoy conocido como río Bagradas o río Meyerda), cercano a Útica y al campamento de Espendio. Se entabla la batalla del Macar (conocida también como batalla del Bagradas), en la que los bárbaros de Espendio parecen llevar las de ganar hasta que intervienen los elefantes de Amílcar. Cuando llega Matho con sus refuerzos, solo puede constatar el desastre.
- Capítulo 9: «En campaña».

Amílcar se desplaza buscando la ayuda de las tribus del Sur. Envía a Cartago los bárbaros hechos prisioneros y allí son ejecutados contra sus instrucciones. La estrategia de Amílcar se vuelve incomprensible para los cuatro jefes bárbaros (Matho, Espendio, Narr'Havas y Autarito) que logran, no obstante, acorralarlo cerca del lago de Hippo-Zarita. Los cartagineses, asediados, se quedan sin víveres. Amílcar maldice al Consejo de Ancianos que no le socorre, y estos a su vez le tienen por responsable de la derrota. Se busca ahora la protección de Moloch, abandonando la de Tanit que se ha quedado sin velo.
- Capítulo 10: «La serpiente».

En su palacio, Salambó está intranquila porque su serpiente —una pitón— se deteriora y enferma. Ella se siente responsable de la desaparición del zaimph. El sacerdote Schahabarim la convence de ir al campamento de Matho y recuperar el velo a toda costa, seduciéndole si es preciso. Salambó acepta sin comprender y la pitón recupera su lozanía. Vestida y adornada por su esclava Taanach como para su propia boda, Salambó se dirige en secreto al campamento de Matho.
- Capítulo 11: «En la tienda».

Salambó llega al campamento de los mecernarios que asedian al ejército de Amílcar. Logra ser llevada a la tienda de Matho como si fuera una transfuga. En la tienda, donde está el zaimph, descubre su identidad y Matho queda subyugado. La contempla, apenas se atreve a tocarla, le declara su pasión, oscila entre el deseo de ser su amo y el de ser su esclavo. Terminan acostándose juntos. Mientras, Amílcar lanza una salida desesperada para librarse del asedio. En ese momento Narr'Havas decide cambiar de bando, facilitando las cosas a Amílcar que le promete su hija en matrimonio. Matho sale a organizar la defensa y Salambó, envuelta en el velo, aprovecha para huir al campamento de su padre, después de haber visto, entre los prisioneros cartagineses, a Giscón, demacrado, que la maldice por haberse acostado con Matho.
- Capítulo 12: «El acueducto».

La ruptura del cerco por parte de los cartagineses produce grandes pérdidas a los mercenarios quienes, irritados, matan a todos los prisioneros en su poder, Giscón entre ellos. Tras enterrar a sus propios muertos y encontrar víveres en Hippo-Zarita, los bárbaros deciden seguir los pasos de Amílcar que, sin víveres, encierra su ejército tras los fuertes muros de Cartago. Los mercenarios asedian de nuevo la ciudad. Espendio logra taponar el acueducto, cortando así el suministro de agua. Cartago ahora además de hambre ha de sufrir sed.
- Capítulo 13: «Moloch».

Los mercenarios se ponen a construir grandes máquinas de asedio para poder asaltar las murallas. El asalto comienza y los mercenarios consiguen éxitos iniciales. En el interior de la ciudad crece el desánimo acentuado por la falta de agua. Para favorecer la llegada de la lluvia, los sacerdotes exigen que un hijo de cada familia noble sea sacrificado ante la enorme efigie del dios Moloch. Deseando salvar a su hijo Aníbal, Amílcar encarga a Salambó que lo esconda y lo cuide, y entrega a los sacerdotes el hijo de un esclavo para que sea inmolado en su lugar.
- Capítulo 14: «El desfiladero del Hacha».

La lluvia llega en medio del sacrificio. Los cartagineses pueden beber y los bárbaros se desaniman al ver como la lluvia destruye sus terraplenes y sus máquinas de guerra. Empiezan a dispersarse (fin de la primavera de 238 a. C.). Matho se encierra en Túnez mientras los otros jefes bárbaros caen en una trampa y se quedan atrapados en el desfiladero del Hacha (así lo llama Flaubert, el nombre real es el desfiladero de la Sierra) donde mueren lentamente de hambre y sed, sin posibilidad de presentar batalla. Envían diez embajadores, Espendio entre ellos, para negociar una salida, pero Amílcar los termina crucificando. Mientras, Hannón se presenta con sus fuerzas ante Túnez, queriendo tomarla para que toda la gloria no sea para Amílcar. Pero Matho hace una salida, vence a Hannón y lo crucifica. Abandona Túnez y vaga durante meses con sus bárbaros por el territorio púnico, perseguido por fuerzas de Amílcar y por Narr'Havas y sus huestes. Al final, acepta una batalla perdida de antemano y es hecho prisionero.
- Capítulo 15: «Matho».

Celebraciones de la victoria en Cartago. Es también el día de la boda de Salambó y Narr'Havas y, como parte de los festejos, figura la ejecución de Matho. Este es paseado por las calles, donde la población le somete a torturas y vejaciones. Los esclavos le azotan con látigos de piel de hipopótamo. A pesar de todas esas crueldades, Matho logra llegar al lugar donde está Salambó, y muere allí, en su presencia. Schahabarim le arranca el corazón con un cuchillo para ofrecérselo al sol. La multitud se desgañita. Pero, en ese momento, Salambó, que está en brazos de Narr'Havas, se derrumba, muerta. Y la novela termina con estas palabras: «Así murió la hija de Amílcar, por haber tocado el velo de Tanit».

## Contexto

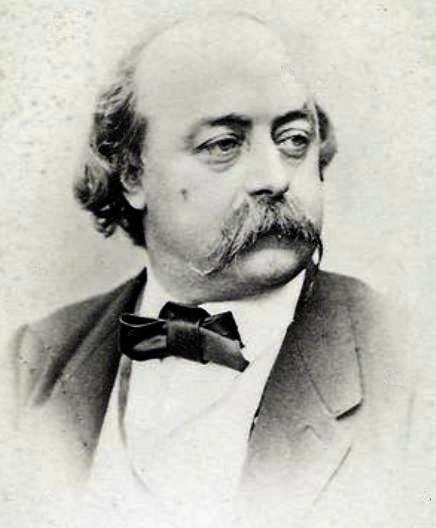
Gustave Flaubert (por Nadar).

### Génesis
Después del éxito de Madame Bovary, y de las repercusiones judiciales que le supuso, Flaubert decide volverse hacia la novela histórica y para ello se recrea en una idea previa que le había sugerido su historiador preferido, Michelet. Orillando Roma, Grecia y Egipto, culturas demasiado conocidas, decide resucitar Cartago, la ciudad africana destruida por los romanos en 146 a. C.
La novela iba, en principio, a titularse Carthage, pero Flaubert consideró que faltaba el elemento amoroso, sin el cual es difícil hacer una novela. Inventó el personaje de Salambó, del que la historia no dice nada, y echó mano de las figuras históricas de Matho y Narr'Havas para configurar un triángulo de celos. El título de la obra pasó a ser, pues, Salambó.
Durante el invierno de 1856-57, se familiarizó con los datos históricos y eligió para la acción el episodio poco conocido de la rebelión de las tropas mercenarias que habían luchado por Cartago en la primera guerra contra Roma (264 a 241 a. C.). Este suceso, conocido únicamente por el no muy extenso relato del historiador Polibio, dejaba libre a la imaginación de Flaubert para rellenarlo con su propia versión de los asedios, batallas y matanzas. Flaubert se encerró en la bibliotecas parisinas. Leyó un centenar de obras. Estudió la moneda, las joyas y las inscripciones de la civilización púnica. Y no pudo sino concluir con una constatación de ignorancia: «No sabemos nada de Cartago».
El 2 de septiembre de 1857, Flaubert empezó la redacción de la obra, en la que avanzaba lentamente y con dificultades. Dos meses más tarde, se detiene. El escritor sentía la necesidad de conocer el norte de África, su cielo, sus colores, sus paisajes, para poder describir Cartago. Decidió suspender la redacción y viajar a Túnez. El viaje fue breve, pero fructífero. A su vuelta, la novela deja de ser una obra enteramente fantástica para rellenarse con mil detalles verdaderos. No tuvo que modificar la intriga, pero el colorido y las descripciones eran ahora más convincentes. 
Pero no por ello la redacción fue fácil: continuamente se detenía por escrúpulos de historiador y de artista. Se lanzaba a lecturas infinitas para justificar o enriquecer tal afirmación o tal detalle. Los tres primeros capítulos necesitaron siete meses, los tres siguientes (cap. 4 a 6) nueve, solo el séptimo consumió ocho meses, los cinco siguientes (cap. 8 a 12) un año, y los tres últimos (cap. 13 a 15) nueve meses más (julio de 1861 a abril de 1862).

### Acogida
Tras un proceso igualmente obsesivo de corrección de galeradas, por fin el 24 de noviembre de 1862 apareció editada Salambó en los estantes de las librerías. Las ventas fueron entusiastas, pero la crítica no fue unánime. El gran crítico literario de la época, Sainte-Beuve rechazó la novela en tres artículos publicados en diciembre de 1862. Sin embargo, los grandes autores (Victor Hugo, Leconte de Lisle, Théophile Gautier, Baudelaire) la aclamaron.
Para el público la novela resultó más vistosa y colorista que la precedente del autor, pero sin alcanzar el mismo grado de penetración psicológica. La comparación entre ambas es resumida así por un historiador de la literatura:

Ha hecho lo que quería, y esta obra, con su extraño brillo, es fuerte como Madame Bovary. Naturalmente la psicología es menos interior, más escueta; las pasiones, a veces extrañas en sus efectos, o monstruosas, son en principio elementales. Pero eso era una condición del asunto. Todo el interés se concentra en las manifestaciones exteriores mediante las que esta humanidad lejana se nos presenta, ya sean formas de muebles o de palacios, formas de sentimientos o de actos. Un poco farragosa, pese a lo que haya creído Flaubert, en su riqueza descriptiva, esta novela es superior a todo lo que se ha intentado en este género, por su amplitud pintoresca y por la energía de sus escenas.
Lanson, 1895, p. 1051.

La audacia de sus innovaciones literarias, la crudeza en las descripciones de violencias y torturas, una sensualidad expuesta sin tapujos, la iluminación que proyectaba sobre una época, unos lugares y una cultura desconocidos para el gran público, alimentaron la controversia e influyeron sobre la poesía y la narrativa de las décadas siguientes.
La novela lleva al culmen la embriaguez de las pasiones, las desigualdades de clase social y la pujanza de los dogmas religiosos. Los lectores biempensantes, sin embargo, quedaron consternados por la violencia indiscriminada y la sensualidad predominante en la novela. La Santa Sede la condenó en 1864 mediante su inclusión, por decreto de la Sagrada Congregación del Índice, en el Index Librorum Prohibitorum.

### Citas
Las palabras iniciales de la obra:

Era en Megara, arrabal de Cartago, en los jardines de Amilcar. Los soldados que había tenido a su mando en Sicilia se daban un gran banquete para celebrar el aniversario de la batalla de Eryx, y como el jefe estaba ausente y se habían reunido muchos, comían y bebían a sus anchas

En el capítulo 13 («Moloch») se describe la quema de los niños dentro de una enorme estatua de bronce, hueca, del Baal Moloch:

Los brazos de bronce se movían más rápidamente. Ya no se paraban. Cada vez que depositaban allí un niño, los sacerdotes de Baal extendían la mano sobre él, para cargarle con los crímenes del pueblo, vociferando: «¡No son hombres sino bueyes!» Y la multitud que les rodeaba repetía: «¡Bueyes!, ¡bueyes!» Los devotos gritaban: «¡Señor!, ¡come!»

Sainte-Beuve, crítico literario de renombre, acogió mal la novela de Flaubert, y le dedicó una larga crítica en el diario El Constitucional en la que dice:

En el tema elegido por el Sr. Flaubert, ni los monumentos ni los libros nos proporcionan prácticamente nada. Lo que ha pretendido hacer es una completa proeza, y no tiene nada de extraño que haya, en mi opinión, fracasado... El autor no se mantiene por encima de su obra: se aplica demasiado, tiene la nariz encima: no parece haberla considerado antes y después en su conjunto, ni en ningún momento ha sabido dominarla... El arte no es algo abstracto, independiente de toda humana simpatía... ¿Cómo quiere que logre interesarme en esa guerra perdida, enterrada en las arenas de África?
 Sainte-Beuve, le Constitutionnel, diciembre de 1862.

Flaubert contestó a Sainte-Beuve en una carta abierta, y entre otros argumentos le dice:

¿Quiere Vd. saber cuál es el fallo enorme... que encuentro en mi libro? Este: el pedestal es demasiado grande para la estatua... Hubiera necesitado otras cien páginas suplementarias relativas exclusivamente a Salambó.
Flaubert, en Curtis (1950), p. 78.

### Inexactitudes históricas
Hay extremos en los que Flaubert se aleja del relato de Polibio y algunos de ellos son intencionados. Por ejemplo:
- Hannón crucificado.

En realidad no fue el sufeta Hannón el crucificado por los mercenarios, sino un general cartaginés de nombre Aníbal, segundo de Hannón en el mando cartaginés. Temiendo que los lectores supusieran equivocadamente que este personaje fuera el más conocido Aníbal, invasor de Italia y héroe militar de la posterior segunda guerra púnica, que en esta novela aparece como un niño, el autor sustituyó en la novela el nombre del general por el del sufeta.
- Acueducto en Cartago.

No había acueductos en el Cartago cartaginés. Los acueductos son un invento romano, como le recuerda Sainte-Beuve a Flaubert, quien honradamente lo reconoce:

¡Tengo que confesarlo! Mi opinión secreta es que no había ningún acueducto en Cartago, a pesar de las ruinas actuales del acueducto. Así, he tenido la precaución de prevenir de antemano toda objeción mediante una frase hipócrita dirigida a los arqueólogos. He recordado que era una invención romana y, por tanto, nueva, y que el acueducto actual se había hecho sobre el antiguo. Me ha perseguido la imagen de Belisario cortando el acueducto romano de Cartago, y, además, era una estupenda vía de penetración para Espendio y Matho. Pero, ¡qué más da, mi acueducto es una corbadía! Confiteor.
Flaubert, carta a Sainte-Beuve de diciembre de 1862.

## Adaptaciones

### Teatro y música
- Salammbô, una ópera inacabada de Modest Músorgski (1863–66).
- Salammbô, otra ópera inacabada, de Serguéi Rajmáninov (1906).
- Salammbô, una ópera compuesta por Ernest Reyer basada en la novela de Flaubert (1890).
- Salammbo (Florent Schmitt): tres suites orquestales op. 76, de la música para una película dirigida por Pierre Maradon (1925).
- Salammbo, una ópera compuesta por Josef Matthias Hauer basada en la novela de Flaubert (1929).
- Salammbo, una obra de teatro de Charles Ludlam (1988).
- Salammbô, una ópera del compositor francés Philippe Fénelon, sobre un libreto de Jean-Yves Masson siguiendo a Flaubert (1998).

### Cine
- Salambò, una película italiana de 1915 por Domenico Gaido, lanzada en Italia en octubre de 1914. En EE. UU. por vez primera, el 3 de marzo de 1915.
- Salammbô, una película muda dirigida por Pierre Marodon, con música de Florent Schmitt (1925).
- Salammbo es el título de una ópera ficticia usada en la película de Orson Welles Ciudadano Kane. La desdichada segunda esposa del personaje de Charles Foster Kane, Susan Kane, debuta en la ópera y su interpretación es destrozada por los críticos. El fragmento que aparece en la película, el aria de Salambó, fue compuesto por Bernard Herrmann (1941).
- Salambó, un péplum dirigido por Sergio Grieco (1960).

### Otras
- Salambó inspiró a Jacques Martin para crear su serie de cómics históricos Alix (1948).[19]
- Salammbô, una serie de novela gráfica de ciencia ficción por Philippe Druillet (1980, 1982, 1986).
- Salammbô, un cuento de Caitlín R. Kiernan (1999).
- Salammbo: Battle for Carthage es el título de un juego para Windows por Dreamcatcher Interactive con material gráfico de Druillet. Su historia se basa tanto en la obra de Gustave Flaubert como en la de Phillipe Druillet (2003).
- Salammbô Redux, otro cuento de Caitlín R. Kiernan (2007).

## Salambó en el arte

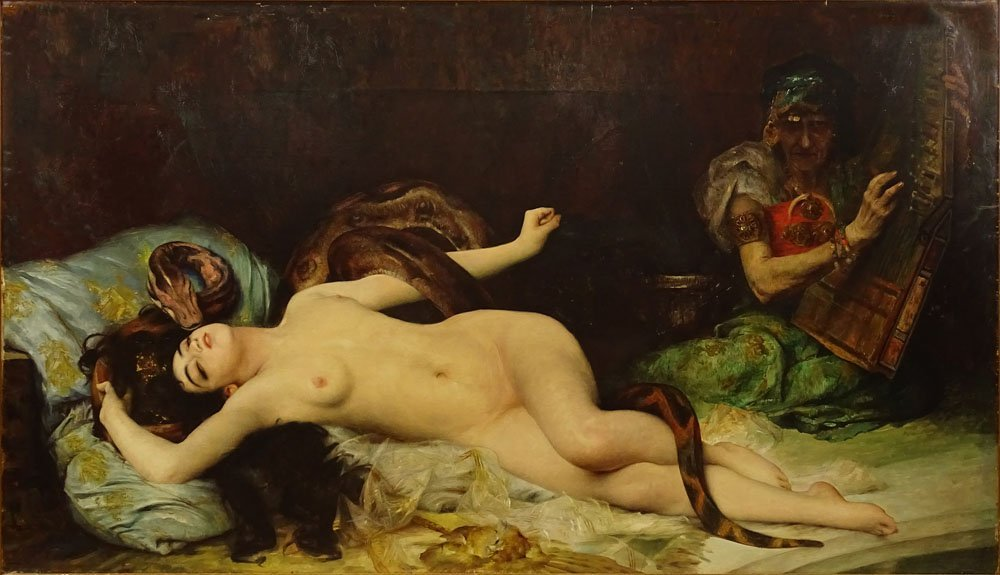
Salammbô por Gabriel Ferrier (1880).
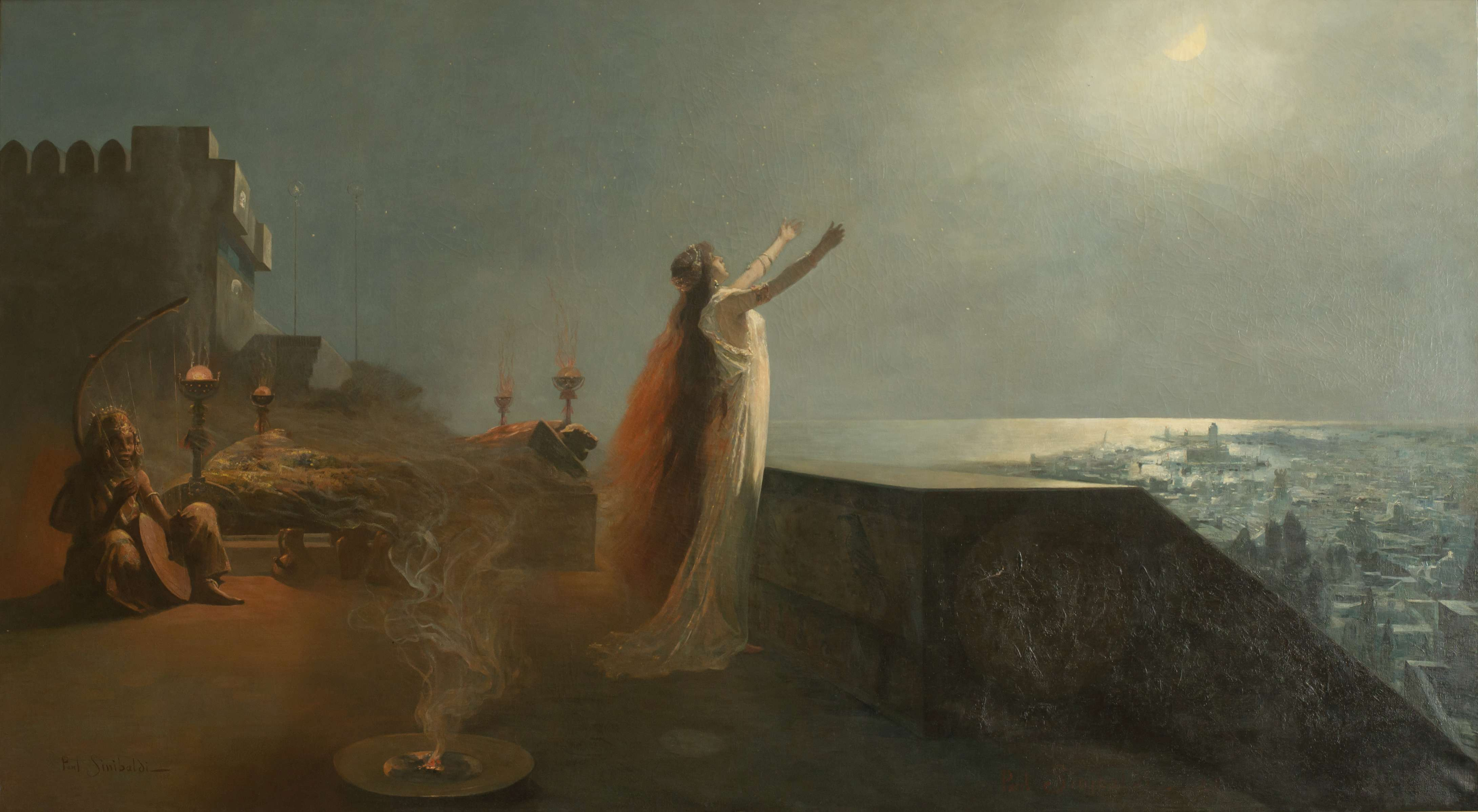
Salammbô por Jean-Paul Sinibaldi (1885).
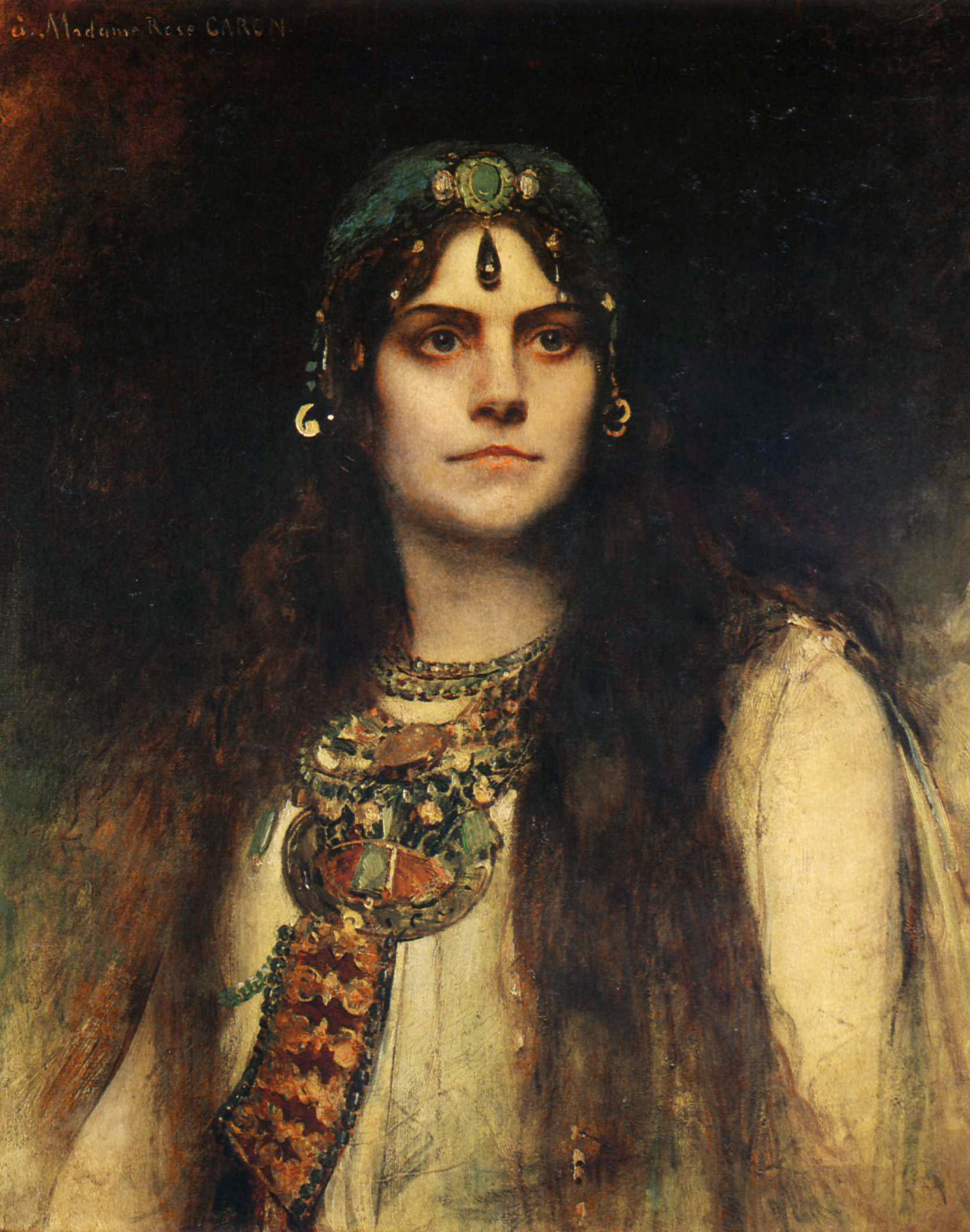
Rose Caron en el papel de Salambó por Léon Bonnat (1896).
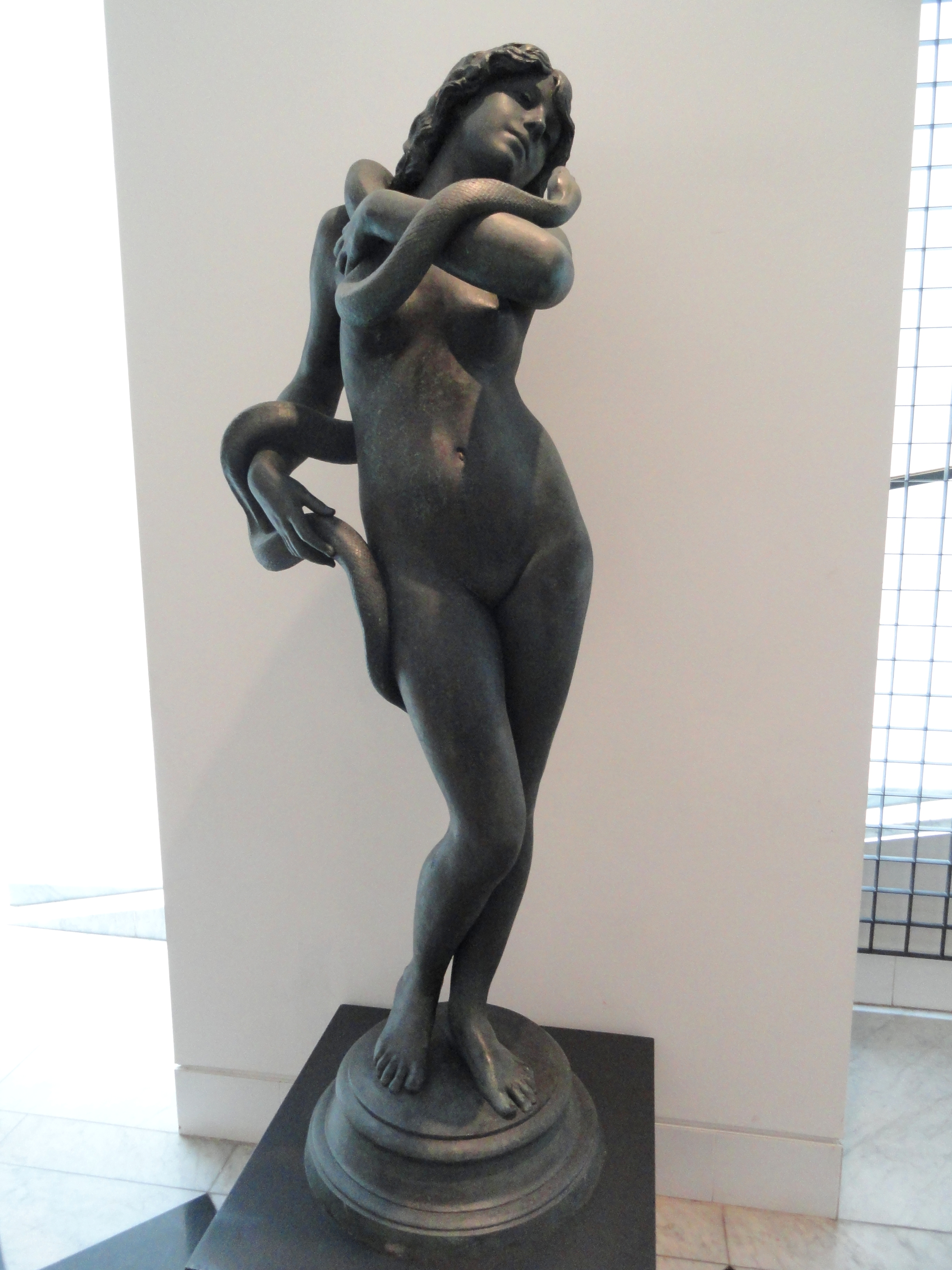
Salammbô, escultura de Jean-Antoine-Marie Idrac (1903).
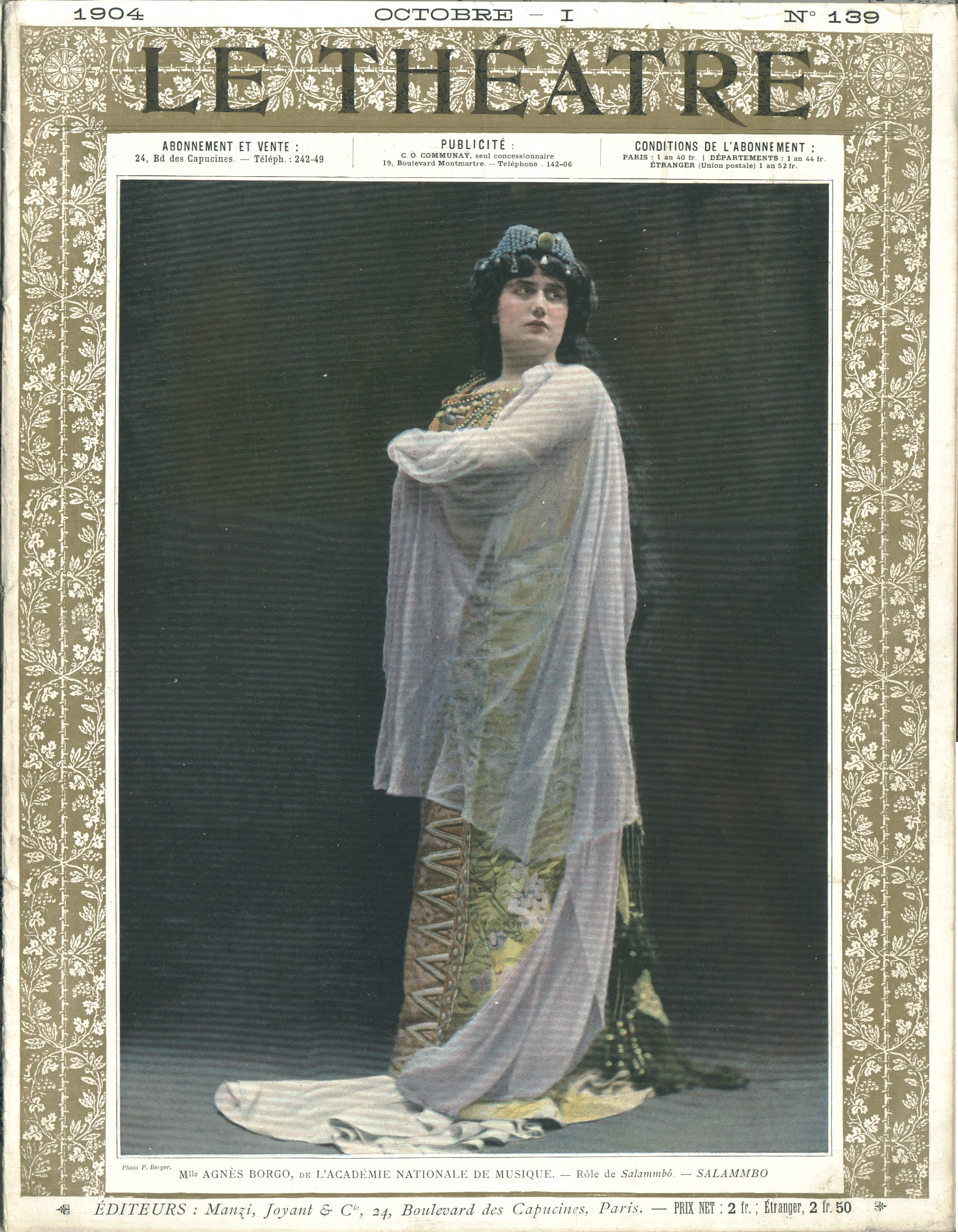
Agnès Borgo en el papel de Salambó (1904).
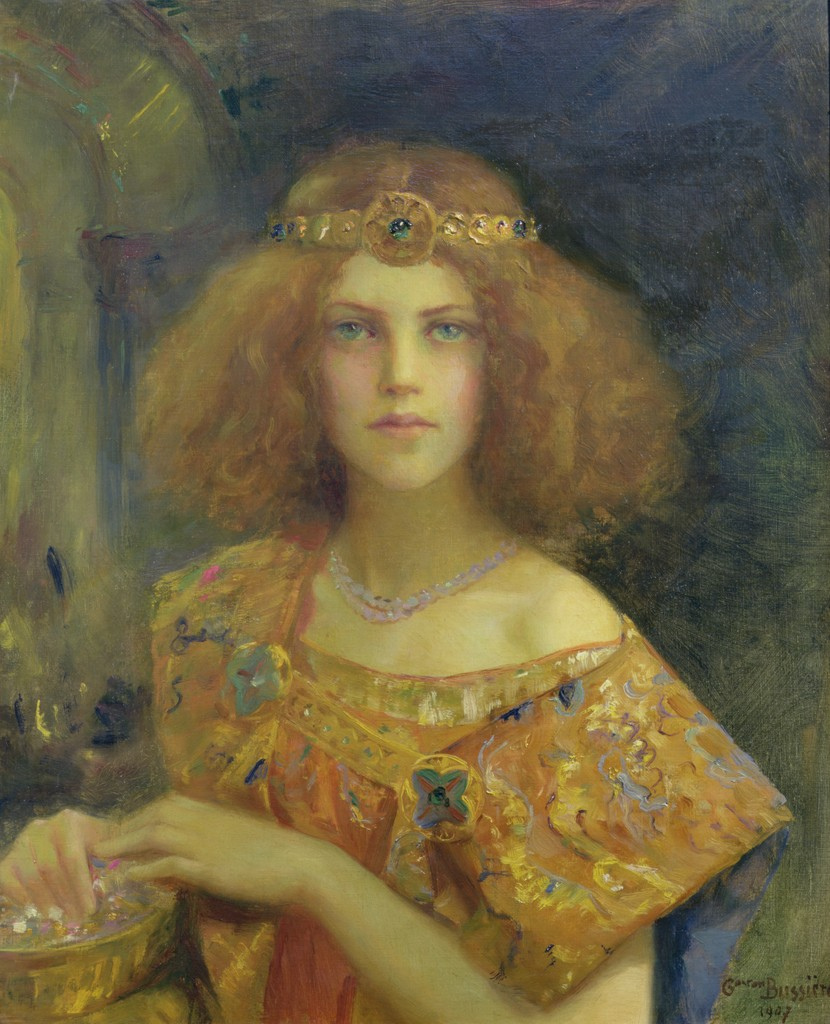
Salammbô por Gaston Bussière (1907).
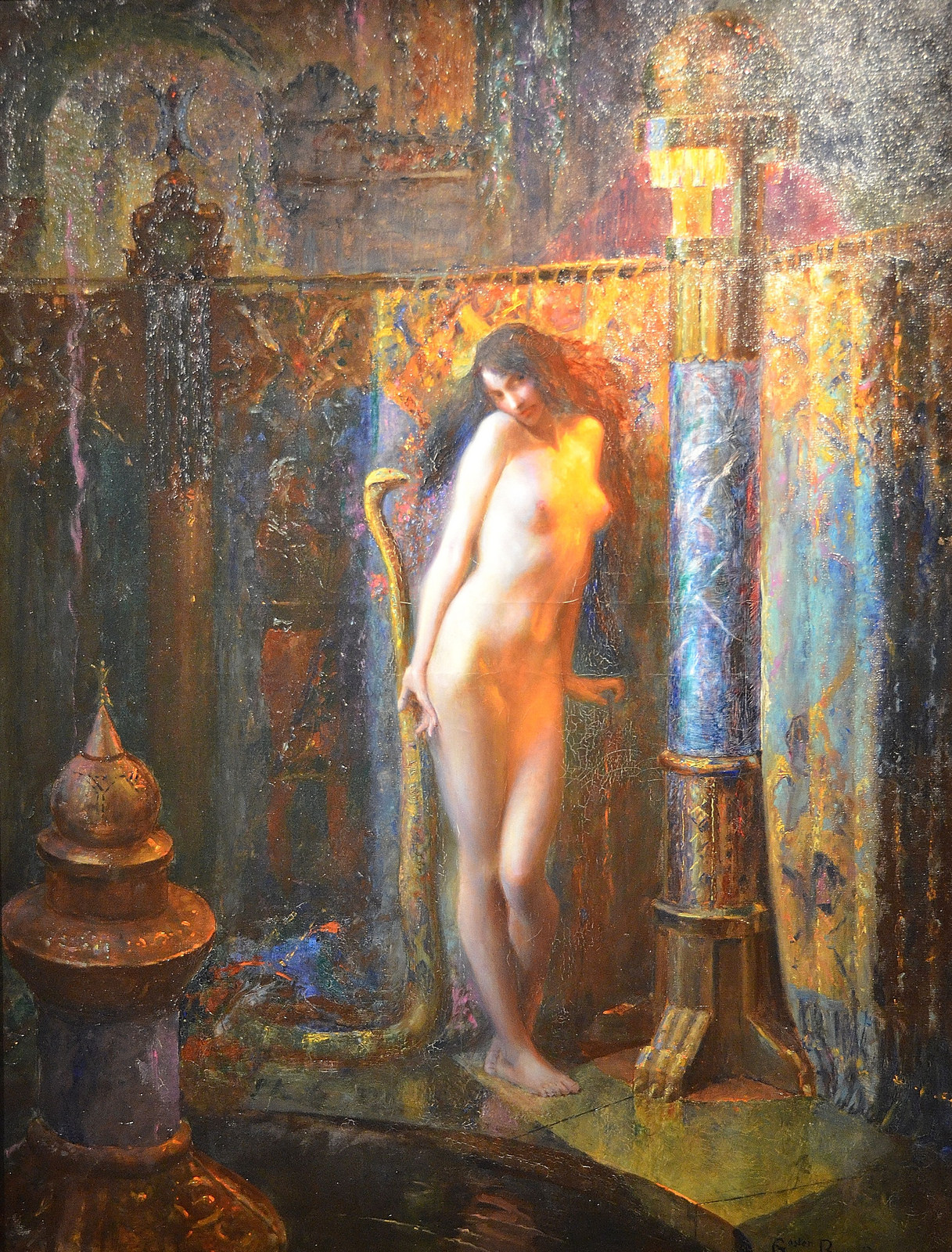
Salammbô por Gaston Bussière (1920).